# American River
De American River is een rivier in het noorden van de Amerikaanse staat Californië. Het is een zijrivier van de Sacramento.
De rivier heeft drie takken, North Fork, Middle Fork en South Fork. Alle drie ontspringen in de Sierra Nevada ten westen van Lake Tahoe. De North en Middle Fork komen het eerst bij elkaar, waarna het water van de twee gecombineerde takken zich bij Folsom met de South Fork verenigt. Ter plaatse van de laatste samenvloeiing is het stuwmeer Folsom Lake aangelegd. Daarna stroomt de American River nog 48 km naar het zuidwesten door de Central Valley tot Sacramento, waar ze in de rivier de Sacramento uitmondt.
Nog voor de samenvloeiing van de drie armen van de American River zijn er meerdere stuwdammen en waterkrachtcentrales voor de elektriciteitswinning. Het grootste stuwmeer in de American River is echter Folsom Lake, dat in 1955 door het Bureau of Reclamation in gebruik werd genomen. Behalve voor de energiewinning is de rivier ook in gebruik voor de recreatie. Alle drie de takken worden gebruikt voor wildwatervaren. Stroomafwaarts van Folsom wordt de stroming rustiger en komt de rivier in stedelijk bebouwd gebied. De strook land langs de rivier is echter ingericht als een 37 km lange strook park, de "American River Parkway" die dwars door Sacramento loopt. Er zijn verschillende plekken waar boten verhuurd worden. Langs de rivier loopt van Folsom tot Sacaramento een gecombineerd wandel- en fietspad, de Jedediah Smith Memorial Trail, genoemd naar de pelsjager Jedediah Smith.
In januari 1848 bouwde de timmerman James W. Marshall in opdracht van grootgrondbezitter John Sutter in het dal van de South Fork van de American River bij Coloma een zaagmolen, Sutter's Mill. Daarbij ontdekte hij enkele goudklompjes in het rivierbed. Deze ontdekking zou het begin blijken van de Californische goldrush.